# Grupo Osborne

Osborne Logo

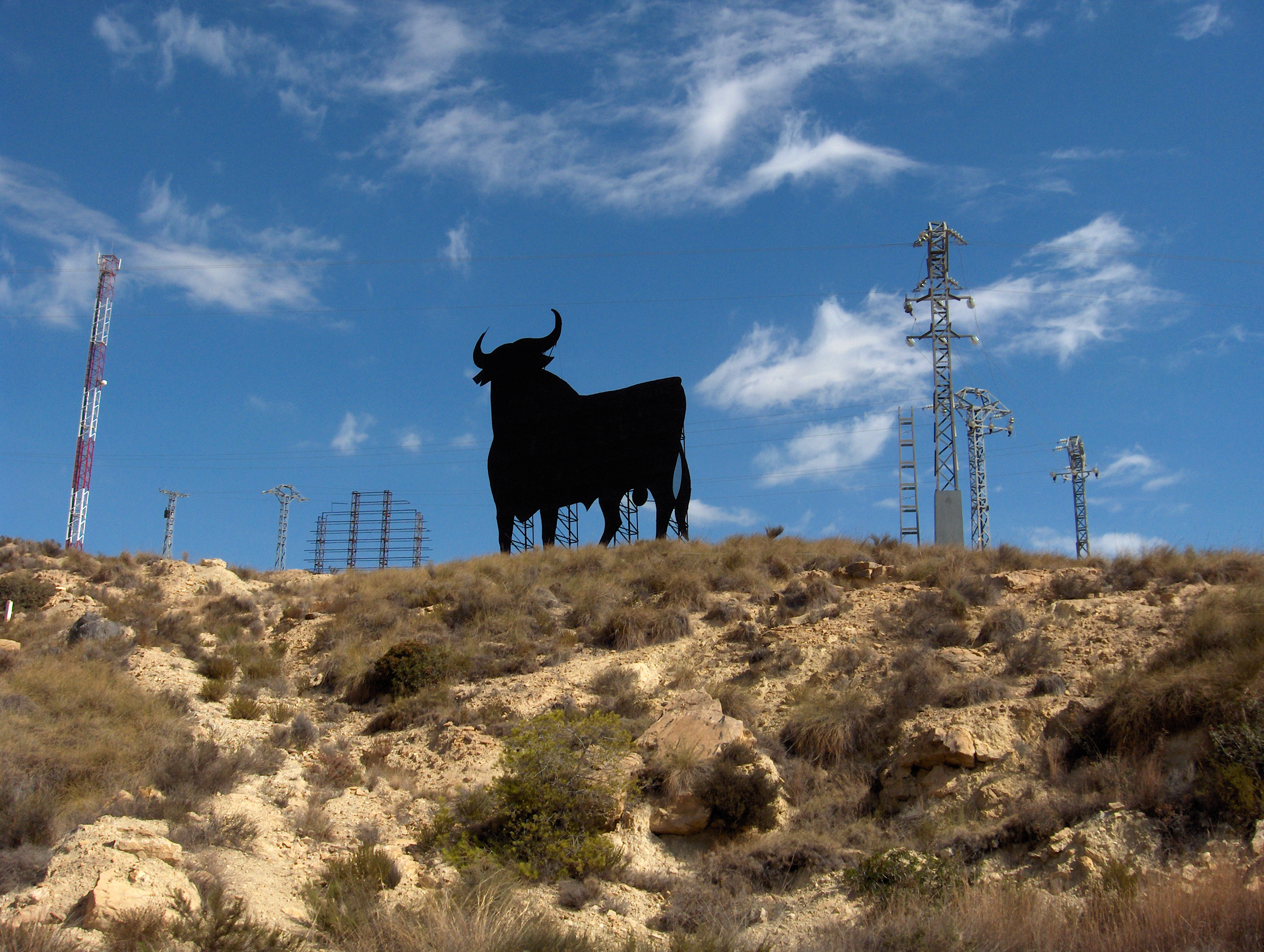
Der Osborne-Stier nahe Llanes

Grupo Osborne ist ein spanisches Familienunternehmen, das sich traditionell Wein, Spirituosen, Produkten vom Iberischen Schwein und neuerdings Mineralwasser widmet. Ihr gehören zum Beispiel die Marken Fino Quinta, Magno, 501, Conde de Osborne, Conde de Osborne Dalí, 103 Etiqueta blanca, 103 Etiqueta negra, Reserva del Toro, Anís del Mono, Jamones 5J und Solán de Cabras. In Deutschland ist sie in erster Linie durch ihren Brandy Veterano bekannt. Im Jahr 2005 erwirtschaftete sie einen Umsatz von 313 Millionen Euro. Der Firmensitz befindet sich in El Puerto de Santa María.

## Geschichte
Die Firma Osborne wurde im Jahr 1772 in Cádiz von dem aus Exeter (Devonshire) stammenden Engländer Thomas Osborne Mann gegründet. Spätestens 1825 zog die Firma nach El Puerto de Santa Maria um. 1956 wird von Manolo Prieto das Markenzeichen der Firma, der Osborne-Stier, erfunden. Dieser wurde als großer Aufsteller an den Straßen Spaniens aufgestellt und entwickelte eine solche Eigendynamik, dass er heute als inoffizielles Nationalsymbol Spaniens gilt und weitverbreitet auf Fahnen und Autoaufklebern zu finden ist.

## Trivia
Der deutsche Fußballbundesligist VfL Bochum spielte erstmals im März 1976 mit einem Werbeaufdruck auf dem vereinseigenen Trikot. Zunächst wurde auf den Bochumer Trikots mit einem stilisierten Osborne-Stier geworben. Darstellung und Größe dieser Werbung verstießen gegen die damaligen DFB-Regularien, weshalb ab 1977 nur noch mit dem Schriftzug „Osborne“ geworben wurde.